# 唐古特岩黄耆
唐古特岩黄耆（学名：Hedysarum tanguticum）为豆科岩黄耆属下的一个种。

## 扩展阅读
- 維基物種上的相關：唐古特岩黄耆